# Хомская, Кэрол
Кэрол Дорис Хомская (Чомски, англ. Carol Doris Chomsky, урождённая Шац, англ. Schatz; 1 июля 1930, Филадельфия, Пенсильвания — 19 декабря 2008, Лексингтон, Массачусетс) — американская лингвистка, изучавшая освоение языка у детей. Супруга Ноама Хомского.

## Биография
Кэрол Дорис Шац родилась в 1930 году в Филадельфии, училась в еврейской школе. В 1949 году она вышла замуж за Ноама Хомского, с которым была знакома с детства. Впоследствии он стал одним из известнейших лингвистов в мире, а также левым активистом. В браке родилось трое детей: Авива (род. 1957), Дайана (род. 1960) и Гарри (род. 1967). Авива стала учёной-историком и преподавателем. В 1951 году Кэрол получила степень бакалавра по французскому языку в Пенсильванском университете.
В 1953 году Хомские какое-то время жили в кибуце в Израиле. Кэрол хотела стать механиком или трактористкой. В 1960-х Хомская продолжила образование. Она боялась, что ей придётся содержать семью, если её муж попадёт в тюрьму за критику войны во Вьетнаме. В 1968 году она получила степень доктора философии в Гарвардском университете за работы в области психолингвистики и развития речи. В 1969 году Хомская опубликовала свою наиболее известную работу The Acquisition of Syntax in Children From 5 to 10 (рус. Освоение синтаксиса у детей от 5 до 10 лет).
В 1972—1997 годах Хомская работала в аспирантуре в Гарвардском университете. Она стала признанным на национальном уровне специалистом по освоению детьми устной и письменной речи. В конце 1970-х она разработала технику работы с детьми, испытывающими затруднения с речью. Кэрил Хомская ушла из жизни в 2008 году на 79-м году жизни. Её пережили супруг, трое детей и пятеро внуков.